# Сусло, Виктор Владимирович
Виктор Владимирович Сусло (укр. Віктор Володимирович Сусло; род. 15 января 1961, Харьков) — советский и украинский футболист, начинал карьеру на позиции левого полузащитника, позднее перевёлся на позицию защитника. Мастер спорта СССР (1983). После завершения карьеры футболиста стал футбольным арбитром, получил звание арбитра ФИФА.

## Биография
Заниматься футболом Виктор Сусло начал в харьковской ДЮСШ-7 под руководством Аркадия Панова, затем продолжил обучение в харьковском спортинтернате, где тренировался под руководством Евгения Киселёва, а затем Юрия Несмияна. Сусло пригласили в юношескую сборную УССР, где его приметили селекционеры киевского «Динамо». Он несколько лет провёл в дубле «Динамо», не сумев из-за высокой конкуренции пробиться в основной состав.
В 1981 году Евгений Лемешко, тренер «Металлиста», добился возвращения Сусло в Харьков для усиления команды, боровшейся за выход в высшую лигу СССР. Дебют Виктора в основном составе «Металлиста» состоялся 24 апреля в Душанбе в матче против местного «Памира». Сусло уже в первом сезоне стал основным игроком харьковского клуба, в этом же статусе продолжал играть за него и в высшей лиге, помог в 1983 году выйти в финал Кубка СССР.
В 1985 году Сусло, которому выступления за киевское «Динамо» уже должны были зачесться как служба во внутренних войсках, пришлось ещё на год отлучиться в армию. В течение этого года он выступал за киевский СКА, после чего вернулся в «Металлист». В 1988 году помог клубу выиграть Кубок СССР, хотя финальный матч против московского «Торпедо» пропустил из-за травмы. В 1989 году был выбран капитаном команды, в 1991 году перешёл на тренерскую работу в клубе. Всего в чемпионате СССР за «Металлист» Сусло сыграл 237 матчей, забил 14 голов.
После распада СССР Сусло переехал в Польшу, недолго выступал там за скромный клуб «Иглопуль» из Дембицы. Вернулся на Украину в 1992 году, поиграл в первой лиге за полтавскую «Ворсклу» и в высшей лиге за «Темп» из Шепетовки. В 1994 году недолго выступал за харьковский любительский клуб «Юпитер».
После завершения карьеры футболиста Сусло стал футбольным арбитром, начинал в качестве помощника судьи на матчах областного чемпионата и, в итоге, дослужился до звания арбитра ФИФА. В конце 2000-х Виктор Владимирович перешёл на тренерскую деятельность, тренировал юношескую команду в харьковском «Металлисте».